# Zygmunt Poniatowski (duchowny)
Zygmunt Poniatowski (ur. 12 czerwca 1911 w Bełdzie, zm. 10 grudnia 1975 w Tykocinie) – polski ksiądz katolicki, proboszcz parafii w Przerośli, prześladowany i więziony przez władze komunistyczne.

## Życiorys
Był synem Jana i Bronisławy z domu Mucha, mieszkających w Bełdzie koło Rajgrodu. W 1933 uzyskał maturę w Gimnazjum im. św. Kazimierza w Sejnach. Następnie wstąpił do Seminarium Duchownego w Łomży, gdzie 15 maja 1938 przyjął święcenia kapłańskie. Potem był wikariuszem w Lubotyniu, Stawiskach, Tykocinie i Zarębach Kościelnych. W czasie okupacji niemieckiej pełnił posługę duszpasterską w Szumowie, a po zakończeniu II wojny światowej w Zambrowie (od 9 listopada 1946) i Bargłowie (od 14 sierpnia 1948 do 18 stycznia 1949).
Podobnie jak inni księża katoliccy został uznany za wroga nowej władzy „ludowej”. Był pod stałą „opieką” Urzędu Bezpieczeństwa. W 1948 jego przedstawiciele stwierdzili, że jako prefekt szkół powszechnych krytykował działalność Związku Walki Młodych i Związku Młodzieży Polskiej. W charakterystyce „wewnątrzresortowej” określano go jako „negatywnie ustosunkowanego do wydarzeń zachodzących w kraju”.
Jako „wróg ludu” został aresztowany w Bargłowie koło Augustowa 19 stycznia 1949 o godz. 15. Zatrzymania dokonali pracownicy Wydziału V Wojewódzkiego Urzędu Bezpieczeństwa Publicznego w Białymstoku – kapitan Stefan Tomczak (naczelnik tego wydziału) i podporucznik Bogdan Załuski (kierownik V sekcji Wydziału V), przy pomocy pracowników operacyjnych i wartowników z Powiatowego UB w Augustowie. Akcja została przeprowadzona w głębokiej tajemnicy tak, że Kuria Biskupia w Białymstoku dopiero 15 lutego 1949 dowiedziała się o aresztowaniu – w odpowiedzi na list wikariusza kapitulnego Kurii Biskupiej ks. biskupa Czesława Rydzewskiego.
W spreparowanym akcie oskarżenia zarzucano ks. Poniatowskiemu, że jako wikariusz parafii Szumowo utrzymywał kontakty z członkiem Narodowego Zjednoczenia Wojskowego Bronisławem Karwowskim, od którego ponadto przyjął 200 tys. zł. podczas amnestii w 1947 w celu wykupienia z więzienia byłego komendanta NZW, inżyniera Romualda Kozła, wykorzystując w tym celu znajomość z wiceministrem Bolesławem Podedwornym. Sam Karwowski podczas przesłuchania zeznał, iż poznał ks. Poniatowskiego w maju 1946. Na podstawie tych zarzutów 20 stycznia 1949 wojskowy prokurator rejonowy w Białymstoku, kapitan Ludwik Borowski, wydał wniosek o czasowe aresztowanie księdza, a 18 lutego zgodził się na przedłużenie aresztu do 20 marca. 20 maja 1949 ks. Poniatowski został skazany przez Wojskowy Sąd Rejonowy w Białymstoku (rozprawie przewodniczył major Aleksander Filis, ławnikami byli starszy strzelec Antoni Tablica i strzelec Stefan Bidziński) na 5 lat więzienia, utratę praw publicznych na 3 lata i konfiskatę całego majątku za udzielenie pomocy członkom NZW – Bronisławowi i Henrykowi Karwowskim.
Po śmierci Stalina, 17 maja 1953 zastosowano wobec księdza amnestię i zmniejszono mu wyrok o jedną trzecią – do 3 lat i 4 miesięcy. Niezwłocznie też wypuszczono go na wolność. Wówczas biskup łomżyński chciał mianować ks. Poniatowskiego wikariuszem w Lipsku, ale nie uzyskał zgody Wojewódzkiej Rady Narodowej w Białymstoku. 20 września ks. Poniatowski został mianowany wikariuszem w Wąsoszu, a dwa lata później proboszczem w Przerośli. Przez cały ten i późniejszy okres ksiądz chorował na poważny niedowład nóg – był to skutek pobytu w więzieniu. Nigdy już nie odzyskał pełni sił.
W 1974 przeszedł na emeryturę i zamieszkał w Tykocinie, gdzie zmarł. Został pochowany na cmentarzu w Przerośli.